# Servette Football Club Genève 1890 2012-2013
Questa voce raccoglie le informazioni riguardanti il Servette Football Club Genève 1890 nelle competizioni ufficiali della stagione 2012-2013.

## Stagione
Nella stagione 2012-2013 il Servette, allenato da João Alves e Sébastien Fournier, concluse il campionato di Super League al 10º posto e fu retrocesso in Challenge League. In Coppa Svizzera il Servette fu eliminato al primo turno dal Cham. In Europa League il Servette fu eliminato al terzo turno di qualificazione dal Rosenborg.

## Rosa
| N. |                           | Ruolo | Calciatore         |
| -- | ------------------------- | ----- | ------------------ |
| 1  | Svizzera (bandiera)       | P     | David Gonzalez     |
| 3  | Svizzera (bandiera)       | D     | Christopher Routis |
| 4  | Francia (bandiera)        | D     | Issaga Diallo      |
| 5  | Svizzera (bandiera)       | C     | Lionel Pizzinat    |
| 6  | Svizzera (bandiera)       | C     | Tibert Pont        |
| 7  | Portogallo (bandiera)     | C     | Thierry Moutinho   |
| 8  | Costa d'Avorio (bandiera) | C     | Xavier Kouassi     |
| 9  | Svizzera (bandiera)       | A     | Goran Karanović    |
| 10 | Benin (bandiera)          | A     | Omar Kossoko       |
| 11 | Svizzera (bandiera)       | C     | Steven Lang        |
| 12 | Svizzera (bandiera)       | D     | Mike Gomes         |
| 14 | Francia (bandiera)        | C     | Geoffrey Tréand    |
| 15 | Svizzera (bandiera)       | C     | Simone Grippo      |
| 17 | Svizzera (bandiera)       | A     | Matias Vitkieviez  |
| 18 | Portogallo (bandiera)     | P     | Barroca            |

| N. |                     | Ruolo | Calciatore         |
| -- | ------------------- | ----- | ------------------ |
| 19 | Svizzera (bandiera) | D     | Christopher Mfuyi  |
| 20 | Svizzera (bandiera) | D     | Christian Schlauri |
| 21 | Svizzera (bandiera) | C     | Alexandre Pasche   |
| 22 | Svizzera (bandiera) | D     | Vincent Rüfli      |
| 23 | Brasile (bandiera)  | C     | Marcos de Azevedo  |
| 24 | Svizzera (bandiera) | D     | François Moubandje |
| 25 | Svizzera (bandiera) | D     | Jérôme Schneider   |
| 27 | Svizzera (bandiera) | C     | Mario Meireles     |
| 27 | Svizzera (bandiera) | A     | Kevin Gissi        |
| 28 | Serbia (bandiera)   | A     | Samir Ramizi       |
| 29 | Angola (bandiera)   | D     | Genséric Kusunga   |
| 29 | Svizzera (bandiera) | C     | Kevin Ben          |
| 30 | Svizzera (bandiera) | P     | Jeson Eyer         |
| 31 | Brasile (bandiera)  | A     | Eudis              |

## Organigramma societario
Area tecnica
- Allenatore: Sébastien Fournier
- Allenatore in seconda: Jean-Michel Aeby
- Preparatore dei portieri: Pascal Marguerat
- Preparatori atletici:

## Calciomercato

### Sessione estiva
| Acquisti | Acquisti          | Acquisti       | Acquisti |
| R.       | Nome              | da             | Modalità |
| -------- | ----------------- | -------------- | -------- |
| A        | Samir Ramizi      | Stade Nyonnais |          |
| A        | Filipe Poceiro    | Étoile Carouge |          |
| C        | Simone Grippo     | Lugano         |          |
| D        | Genséric Kusunga  | Basilea        |          |
| C        | Steven Lang       | Losanna        |          |
| D        | Christopher Mfuyi | Valenciennes   |          |
| C        | Alexandre Pasche  | Losanna        |          |
| C        | Geoffrey Tréand   | Sion           |          |

| Cessioni | Cessioni         | Cessioni            | Cessioni |
| R.       | Nome             | a                   | Modalità |
| -------- | ---------------- | ------------------- | -------- |
| A        | Filipe Poceiro   | Étoile Carouge      |          |
| A        | Carlos Saleiro   | Académica           |          |
| P        | Fabio Monteiro   | Urania Ginevra      |          |
| C        | Hugo Fargues     | Stade Nyonnais      |          |
| D        | Damien Hempler   | Étoile Carouge      |          |
| C        | Stéphane Nater   | San Gallo           |          |
| D        | Roderick Miranda | Deportivo La Coruña |          |
| C        | Ishmael Yartey   | Benfica             |          |

### Sessione invernale
| Acquisti | Acquisti          | Acquisti   | Acquisti |
| R.       | Nome              | da         | Modalità |
| -------- | ----------------- | ---------- | -------- |
| A        | Matias Vitkieviez | Young Boys |          |

| Cessioni | Cessioni        | Cessioni          | Cessioni |
| R.       | Nome            | a                 | Modalità |
| -------- | --------------- | ----------------- | -------- |
| D        | Kevin Mbabu     | Newcastle Utd U23 |          |
| C        | Ludovic Paratte | Friburgo          |          |

## Risultati

### Super League

#### Prima fase, girone di andata
| Arbitro: | Kever |

|  |           |           |
|  | Marcatori | 59’ Degen |

| Arbitro: | Jaccottet |

|                   |           |  |
| Manset 86’ (rig.) | Marcatori |  |

| Arbitro: | Bieri |

|                                                    |           |                |
| Sanogo 24’, 70’ Malonga 45’ Roux 52’ Moussilou 64’ | Marcatori | 2’ (aut.) Katz |

| Arbitro: | Wermelinger |

|                      |           |              |
| Karanović 40’ (rig.) | Marcatori | 25’ Farnerud |

| Arbitro: | Studer |

|             |           |  |
| Khalifa 51’ | Marcatori |  |

| Arbitro: | Graf |

|           |           |                |
| Eudis 15’ | Marcatori | 45’ Chiumiento |

| Arbitro: | Amhof |

|  |           |                      |
|  | Marcatori | 37’ Stahel 65’ Gygax |

| Arbitro: | Wermelinger |

|                                        |           |  |
| Schneuwly 7’ Ferreira 66’ Ngamukol 90’ | Marcatori |  |

| Arbitro: | Zimmermann |

|                                 |           |  |
| Moubandje 7’ (aut.) Etoundi 73’ | Marcatori |  |

#### Prima fase, girone di ritorno
| Arbitro: | Jaccottet |

|  |           |             |
|  | Marcatori | 25’ Malonga |

| Arbitro: | Amhof |

|                                                                 |           |                      |
| Nuzzolo 3’ Frey 26’ Bobadilla 38’, 55’ Costanzo 70’ Lecjaks 82’ | Marcatori | 72’ Pont 90’ Kouassi |

| Arbitro: | Zimmermann |

|                                  |           |                     |
| Schär 35’ Degen 37’ Streller 52’ | Marcatori | 12’ Tréand 65’ Lang |

| Arbitro: | Amhof |

|          |           |              |
| Pont 14’ | Marcatori | 33’ Scarione |

| Arbitro: | Hänni |

|                    |           |  |
| Lang 9’ Pasche 87’ | Marcatori |  |

| Arbitro: | Graf |

|             |           |           |
| Andrist 89’ | Marcatori | 47’ Eudis |

| Arbitro: | Carrell |

|  |           |                                   |
|  | Marcatori | 45’ (rig.) Lafferty 77’ Itaperuna |

| Arbitro: | San |

|  |           |                      |
|  | Marcatori | 60’ Tréand 62’ Eudis |

| Ginevra 2 dicembre 2012, ore 13:45 CET 18ª giornata | Servette       | 0 – 0 referto | Thun | Stade de Genève (7 851 spett.)\| Arbitro: \| Schüttengruber \| |
| Arbitro:                                            | Schüttengruber |               |      |                                                                |

#### Seconda fase, girone di andata
| Arbitro: | Bieri |

|  |           |             |
|  | Marcatori | 79’ Brahimi |

| Arbitro: | Pache |

|             |           |            |
| Steffen 81’ | Marcatori | 38’ Tréand |

| Arbitro: | Erlachner |

|                |           |  |
| Vitkieviez 83’ | Marcatori |  |

| Arbitro: | Amhof |

|               |           |                   |
| Karanović 45’ | Marcatori | 29’, 64’ Dragović |

| Arbitro: | Klossner |

|               |           |               |
| Muntwiler 26’ | Marcatori | 30’ Karanović |

| Arbitro: | Jaccottet |

|                      |           |                          |
| Karanović 73’ (rig.) | Marcatori | 63’ Chermiti 90’ Jahović |

| Arbitro: | Bieri |

|               |           |                |
| Itaperuna 61’ | Marcatori | 77’ de Azevedo |

| Arbitro: | Pache |

|  |           |                              |
|  | Marcatori | 66’ Vitkieviez 70’ Karanović |

| Arbitro: | Erlachner |

|           |           |                                  |
| Eudis 77’ | Marcatori | 3’ Besle 9’ Scarione 59’ Etoundi |

#### Seconda fase, girone di ritorno
| Arbitro: | Graf |

|                                                |           |  |
| Kukuruzović 18’, 53’ Chikhaoui 60’ Jahović 90’ | Marcatori |  |

| Arbitro: | Klossner |

|                                             |           |  |
| Vitkieviez 2’ Tréand 19’ Karanović 55’, 68’ | Marcatori |  |

| Arbitro: | Bieri |

|                       |           |  |
| Gashi 90’ Khalifa 90’ | Marcatori |  |

| Arbitro: | Kever |

|                        |           |  |
| Tréand 56’ Kouassi 70’ | Marcatori |  |

| Arbitro: | Klossner |

|                          |           |  |
| Stocker 32’ Dragović 42’ | Marcatori |  |

| Arbitro: | Graf |

|  |           |         |
|  | Marcatori | 6’ Afum |

| Arbitro: | Jaccottet |

|                                              |           |           |
| Nushi 26’ Ishak 45’, 71’ Scarione 89’ (rig.) | Marcatori | 75’ Eudis |

| Arbitro: | Hänni |

|                        |           |  |
| Roux 9’, 26’ Meoli 31’ | Marcatori |  |

| Arbitro: | Amhof |

|                               |           |                                                     |
| Tréand 7’ Pont 14’ Pasche 39’ | Marcatori | 22’ (rig.) Renggli 62’ Gygax 66’ Kasami 90’ Neziraj |

### Coppa Svizzera
| 16 settembre 2012, ore 14:30 CEST Primo turno | Cham | 2 – 1 | Servette |  |

### Europa League

#### Fase di qualificazione
| Arbitro: | Crangle |

|                         |           |  |
| Karanović 48’ Gissi 79’ | Marcatori |  |

| Arbitro: | Saar |

|             |           |                              |
| Avagyan 90’ | Marcatori | 47’ de Azevedo 65’, 68’ Pont |

| Arbitro: | Evans |

|               |           |            |
| Schneider 67’ | Marcatori | 79’ Dočkal |

| Trondheim 9 agosto 2012, ore 19:00 CEST Terzo turno - ritorno | Rosenborg | 0 – 0 referto | Servette | Lerkendal Stadion (6 725 spett.)\| Arbitro: \| Doyle \| |
| Arbitro:                                                      | Doyle     |               |          |                                                         |

## Statistiche

### Statistiche di squadra
| Competizione   | Punti | In casa | In casa | In casa | In casa | In casa | In casa | In trasferta | In trasferta | In trasferta | In trasferta | In trasferta | In trasferta | Totale | Totale | Totale | Totale | Totale | Totale | DR  |
| Competizione   | Punti | G       | V       | N       | P       | Gf      | Gs      | G            | V            | N            | P            | Gf           | Gs           | G      | V      | N      | P      | Gf     | Gs     | DR  |
| -------------- | ----- | ------- | ------- | ------- | ------- | ------- | ------- | ------------ | ------------ | ------------ | ------------ | ------------ | ------------ | ------ | ------ | ------ | ------ | ------ | ------ | --- |
| Super League   | 26    | 18      | 4       | 4       | 10      | 18      | 22      | 18           | 2            | 4            | 12           | 14           | 40           | 36     | 6      | 8      | 22     | 32     | 62     | -30 |
| Coppa Svizzera | -     | 0       | 0       | 0       | 0       | 0       | 0       | 1            | 0            | 0            | 1            | 1            | 2            | 1      | 0      | 0      | 1      | 1      | 2      | -1  |
| Europa League  | -     | 2       | 1       | 1       | 0       | 3       | 1       | 2            | 1            | 1            | 0            | 3            | 1            | 4      | 2      | 2      | 0      | 6      | 2      | +4  |
| Totale         | 26    | 20      | 5       | 5       | 10      | 21      | 23      | 21           | 3            | 5            | 13           | 18           | 43           | 41     | 8      | 10     | 23     | 39     | 66     | -27 |

### Andamento in campionato
| Giornata  | 1 | 2  | 3  | 4  | 5  | 6  | 7  | 8  | 9  | 10 | 11 | 12 | 13 | 14 | 15 | 16 | 17 | 18 | 19 | 20 | 21 | 22 | 23 | 24 | 25 | 26 | 27 | 28 | 29 | 30 | 31 | 32 | 33 | 34 | 35 | 36 |
| --------- | - | -- | -- | -- | -- | -- | -- | -- | -- | -- | -- | -- | -- | -- | -- | -- | -- | -- | -- | -- | -- | -- | -- | -- | -- | -- | -- | -- | -- | -- | -- | -- | -- | -- | -- | -- |
| Luogo     | C | T  | T  | C  | T  | C  | C  | T  | T  | C  | T  | T  | C  | C  | T  | C  | T  | C  | C  | T  | C  | C  | T  | C  | T  | T  | C  | T  | C  | T  | C  | T  | C  | T  | T  | C  |
| Risultato | P | P  | P  | N  | P  | N  | P  | P  | P  | P  | P  | P  | N  | V  | N  | P  | V  | N  | P  | N  | V  | P  | N  | P  | N  | V  | P  | P  | V  | P  | V  | P  | P  | P  | P  | P  |
| Posizione | 9 | 10 | 10 | 10 | 10 | 10 | 10 | 10 | 10 | 10 | 10 | 10 | 10 | 10 | 10 | 10 | 10 | 10 | 10 | 10 | 10 | 10 | 10 | 10 | 10 | 10 | 10 | 10 | 10 | 10 | 10 | 10 | 10 | 10 | 10 | 10 |

Legenda:

Luogo: C = Casa; T = Trasferta. Risultato: V = Vittoria; N = Pareggio; P = Sconfitta.

### Statistiche dei giocatori
| Giocatore     | Super League | Super League | Super League | Super League | Europa League Qual. | Europa League Qual. | Europa League Qual. | Europa League Qual. | Totale   | Totale | Totale      | Totale     |
| Giocatore     | Presenze     | Reti         | Ammonizioni  | Espulsioni   | Presenze            | Reti                | Ammonizioni         | Espulsioni          | Presenze | Reti   | Ammonizioni | Espulsioni |
| ------------- | ------------ | ------------ | ------------ | ------------ | ------------------- | ------------------- | ------------------- | ------------------- | -------- | ------ | ----------- | ---------- |
| J. Barroca    | 25           | 0            | 0            | 0            | 3                   | 0                   | 0                   | 0                   | 28       | 0      | 0           | 0          |
| P. Baumann    | 0            | 0            | 0            | 0            | 0                   | 0                   | 0                   | 0                   | 0        | 0      | 0           | 0          |
| K. Ben        | 0            | 0            | 0            | 0            | 0                   | 0                   | 0                   | 0                   | 0        | 0      | 0           | 0          |
| M. de Azevedo | 30           | 1            | 5            | 0            | 4                   | 1                   | 2                   | 1                   | 34       | 2      | 7           | 1          |
| I. Diallo     | 15           | 0            | 3            | 0            | 0                   | 0                   | 0                   | 0                   | 15       | 0      | 3           | 0          |
| J. Esteban    | 7            | 0            | 0            | 0            | 0                   | 0                   | 0                   | 0                   | 7        | 0      | 0           | 0          |
| E. Eudis      | 25           | 5            | 3            | 0            | 0                   | 0                   | 0                   | 0                   | 25       | 5      | 3           | 0          |
| J. Eyer       | 0            | 0            | 0            | 0            | 0                   | 0                   | 0                   | 0                   | 0        | 0      | 0           | 0          |
| K. Gissi      | 3            | 0            | 0            | 0            | 3                   | 1                   | 0                   | 0                   | 6        | 1      | 0           | 0          |
| M. Gomes      | 4            | 0            | 1            | 0            | 2                   | 0                   | 0                   | 0                   | 6        | 0      | 1           | 0          |
| D. González   | 11           | 0            | 1            | 0            | 1                   | 0                   | 0                   | 0                   | 12       | 0      | 1           | 0          |
| S. Grippo     | 9            | 0            | 2            | 1            | 2                   | 0                   | 1                   | 0                   | 11       | 0      | 3           | 1          |
| G. Karanović  | 28           | 7            | 4            | 0            | 4                   | 1                   | 1                   | 0                   | 32       | 8      | 5           | 0          |
| O. Kossoko    | 9            | 0            | 1            | 1            | 0                   | 0                   | 0                   | 0                   | 9        | 0      | 1           | 1          |
| X. Kouassi    | 29           | 2            | 8            | 0            | 4                   | 0                   | 2                   | 0                   | 33       | 2      | 10          | 0          |
| G. Kusunga    | 19           | 0            | 8            | 0            | 0                   | 0                   | 0                   | 0                   | 19       | 0      | 8           | 0          |
| S. Lang       | 24           | 2            | 3            | 0            | 4                   | 0                   | 0                   | 0                   | 28       | 2      | 3           | 0          |
| K. Mbabu      | 1            | 0            | 0            | 0            | 0                   | 0                   | 0                   | 0                   | 1        | 0      | 0           | 0          |
| M. Meireles   | 2            | 0            | 0            | 0            | 0                   | 0                   | 0                   | 0                   | 2        | 0      | 0           | 0          |
| C. Mfuyi      | 25           | 0            | 2            | 1            | 2                   | 0                   | 0                   | 0                   | 27       | 0      | 2           | 1          |
| F. Moubandje  | 19           | 0            | 2            | 1            | 4                   | 0                   | 1                   | 0                   | 23       | 0      | 3           | 1          |
| M. Moutinho   | 9            | 0            | 0            | 0            | 3                   | 0                   | 0                   | 0                   | 12       | 0      | 0           | 0          |
| L. Paratte    | 1            | 0            | 0            | 0            | 1                   | 0                   | 0                   | 0                   | 2        | 0      | 0           | 0          |
| A. Pasche     | 34           | 2            | 9            | 0            | 4                   | 0                   | 0                   | 0                   | 38       | 2      | 9           | 0          |
| L. Piccirillo | 0            | 0            | 0            | 0            | 0                   | 0                   | 0                   | 0                   | 0        | 0      | 0           | 0          |
| L. Pizzinat   | 12           | 0            | 2            | 0            | 4                   | 0                   | 0                   | 0                   | 16       | 0      | 2           | 0          |
| F. Poceiro    | 1            | 0            | 0            | 0            | 2                   | 0                   | 0                   | 0                   | 3        | 0      | 0           | 0          |
| T. Pont       | 24           | 3            | 3            | 0            | 2                   | 2                   | 0                   | 0                   | 26       | 5      | 3           | 0          |
| S. Ramizi     | 4            | 0            | 1            | 0            | 0                   | 0                   | 0                   | 0                   | 4        | 0      | 1           | 0          |
| C. Routis     | 22           | 0            | 2            | 1            | 0                   | 0                   | 0                   | 0                   | 22       | 0      | 2           | 1          |
| V. Rüfli      | 27           | 0            | 6            | 0            | 2                   | 0                   | 0                   | 0                   | 29       | 0      | 6           | 0          |
| C. Schlauri   | 3            | 0            | 0            | 0            | 0                   | 0                   | 0                   | 0                   | 3        | 0      | 0           | 0          |
| J. Schneider  | 28           | 0            | 4            | 0            | 4                   | 1                   | 1                   | 0                   | 32       | 1      | 5           | 0          |
| G. Tréand     | 30           | 6            | 7            | 0            | 1                   | 0                   | 0                   | 0                   | 31       | 6      | 7           | 0          |
| M. Vitkieviez | 16           | 3            | 4            | 0            | 0                   | 0                   | 0                   | 0                   | 16       | 3      | 4           | 0          |